# Fiesco (Lombardia)
Fiesco (lombardul: Fièsch) település Olaszországban, Lombardia régióban, Cremona megyében. Lakosainak száma 1217 fő (2023. január 1.). Fiesco Izano, Trigolo, Castelleone és Salvirola községekkel határos.

## Népesség
A település lakossága az elmúlt években az alábbi módon változott:
| Lakosok száma | 1218 | 1202 | 1192 | 1217 |
|               | 2013 | 2017 | 2018 | 2023 |